# 1896年夏季奧林匹克運動會田徑比賽—男子馬拉松
在1896年夏季奧林匹克運動會田徑比賽中，男子馬拉松是本屆奧運會最後一項舉行的田徑項目，亦是比賽前專門增設的一個比賽項目，於1896年4月10日舉行，原本有來自5個國家的25名運動員（當中有21名希臘人）參與，但最終只有17名運動員參加比賽。最終由希臘跑手斯皮里宗·路易斯獲勝，也是希臘在雅典奧運會田徑比賽中唯一的金牌。
馬拉松項目是由法國語言學家米歇尔·布雷亚尔向國際奧委會秘書長顧拜旦提出，布雷亚尔曾經到希臘考察時，得悉馬拉松戰役中的傳奇英雄菲迪皮德斯（Pheilippides）的故事：公元前490年希臘在馬拉松河谷大敗入侵的波斯軍擔任傳令兵的菲迪皮德斯奉命由馬拉松平原跑回雅典報捷，途中從未停頓。傳說當菲迪皮德斯回到雅典，只說了一句「我們勝利了！」因精疲力盡而死去。布雷亚尔為了紀念菲迪皮德斯而提出舉辦一項路線由馬拉松至雅典的長跑項目，並且命名為“馬拉松”。
有一位名叫斯塔馬塔·雷維西（Stamata Revithi）的女性試圖參加比賽，但遭到拒絕。官方給出的理由是她報名參賽時已過截止日期；但大多數說法是女性拒絕參賽 。

## 紀錄
在本次比賽之前，當時仍然未有專業的國際田徑組織以及技術問題，所有世界紀錄屬於非官方紀錄，當時世界紀錄由1896年3月12日舉行奧運會預賽的拉夫倫蒂斯保持：
| 世界紀錄   | 揚尼斯·拉夫倫蒂斯（希腊） | 3:11:27 (u) | n/a | n/a |
| 奧運會紀錄 | 新項目                    | n/a         | n/a | n/a |

本次比賽創出馬拉松第一個奧運紀錄。
| 日期    | 階段 | 運動員          | 國家 | 時間    |    |
| ------- | ---- | --------------- | ---- | ------- | -- |
| 4月10日 | 決賽 | 斯皮里宗·路易斯 | 希腊 | 2:58:50 | OR |

## 比賽成績
| 名次 | 運動員                  | 國家   | 時間          |
| ---- | ----------------------- | ------ | ------------- |
| 金牌 | 斯皮里宗·路易斯         | 希腊   | 2:58:50       |
| 銀牌 | 卡里劳斯·瓦西拉科斯     | 希腊   | 3:06:03       |
| 銅牌 | 克尔纳·久洛             | 匈牙利 | 3:06:35       |
| 4    | Ioannis Vrettos         | 希腊   | 不詳          |
| 5    | Eleitherios Papasimeon  | 希腊   | 不詳          |
| 6    | Dimitrios Deligiannis   | 希腊   | 不詳          |
| 7    | Evangelos Gerakeris     | 希腊   | 不詳          |
| 8    | Stamatios Masouris      | 希腊   | 不詳          |
| 9    | Sokratis Lagoudakis     | 法国   | 不詳          |
| -    | Edwin Flack             |        | DNF（37公里） |
| -    | 阿尔班·莱米西奥         | 法国   | DNF（32公里） |
| -    | Ioannis Lavrentis       | 希腊   | DNF（24公里） |
| -    | Georgios Grigoriou      | 希腊   | DNF（24公里） |
| -    | Arthur Blake            | 美国   | DNF（23公里） |
| -    | Ilias Kafetzis          | 希腊   | DNF（9公里）  |
| -    | Dimitrios Khristopoulos | 希腊   | DNF           |
| DISQ | Spiridon Belokas        | 希腊   | 3:06:30       |